# 瓦特弗利特特設鎮區 (密歇根州)
瓦特弗利特特設鎮區（英語：Watervliet Charter Township）是位於美國密歇根州貝林縣的一個特設鎮區。

## 地方資料
瓦特弗利特特設鎮區的面積為37.50平方千米，當中陸地面積為34.90平方千米，而水域面積為2.60平方千米。根據2020年美國人口普查的數據，當地共有人口3036人，而人口密度為每平方千米80.96人。